# Геологія Бутану
Геологія Бутану, а також більш широкого регіону Східних Гімалаїв, вивчена менше, ніж геологія багатьох країн Азії. Старіші палеозойські та докембрійські породи часто змішані з молодшими відкладеннями внаслідок гімалайського орогенезу.

## Стратиграфія, тектоніка та геологічна історія
Геологічні дослідження в Бутані розпочалися на південному заході між 1868 і 1907 роками, після чого в 1961 році Геологічна служба Індії здійснила регіональне картування. А.Ганссер керував більшою частиною геологічних досліджень з кінця 1960-х до 1980-х років.
Деякі з найстаріших порід Бутану є частиною Індійського щита у фундаменті Шиллонг — частині крайового прогину. Передгір'я Бутану відокремлено від докембрійських кристалічних порід 35-кілометровим передгір'ям, де породи складчасті та зруйновані новішими тектонічними подіями та покриті четвертинними відкладеннями. Південно-Гімалайська моласа представлена поясом Сівалік, з чотирма кілометрам алевролитів, пісковиків і конгломератів на південному сході.
Пояс Дамуда датується кам'яновугільним і пермським періодом палеозою з вугільними пластами, залишками рослин і лінзами значно молодшого еоценового вапняку, включеного під час гімалайського горотворення.
Малі Гімалаї, на північ від поясу Дамуда, містять докембрійські осадові породи, такі як сланець, доломіт і кілька кілометрів кварцитів. «Зрізи» фундаментного граніту та гнейсу утворюють по краях мілоніт. Вважається, що ці породи є частиною Індійського щита і їм один мільярд років. Геологи також визначають кристалічні породи Високих Гімалаїв, що простягаються на 150 кілометрів від Головного центрального насуву до відкладень океану Тетіс на півночі. Силліманіт, гранат і біотит особливо поширені в цій місцевості. Монастир Тахтсанг, висічений у гнейсі Тахтсанг, оточений скелями з кальцсилікатними лінзами, які інтерпретуються як «відбитки рук і ніг» Падмасамбхви — важливого засновника святих місць Бутану. Цей гнейс переходить у мігматит на більших висотах, таких як гора Масанг Канг. Геологи датують породу гори періодом від 500 до 400 мільйонів років тому. Мармур Паро поширений на південному заході, утворюючи масиви, в той час як лейокограніти поширені в дайках, сіллах і плутонах на північному сході. Відкладення океану Тетис виходять вздовж кордону з Тибетом. Басейн Лінгші є одним із прикладів, починаючись з фундаменту з мармуру та філіту, що лежить на вершині старої кристалічної породи, перекритої тилітом та вапняком. У басейні мігматитовий гнейс трансгресований вапняково-сланцевими породами, брекчіями, кварцитами, вапняками та перекристалізованими скам'янілими залишками. Басейн Танг Чу, з іншого боку, містить девонські породи та скам'янілості.
Молоді розломи та зони тріщин утворилися за останні 2,5 млн років четвертинного періоду. Ці недавні тектонічні особливості зустрічаються в центрі та на сході, часто пов'язані з гарячими джерелами. Дослідження, опубліковані 1983 року, вказали на сім льодовикових періодів протягом плейстоцену на основі кінцевого розподілу морен.

## Геологія природних ресурсів
Бутан має невеликі родовища гіпсу у відрозі Куру Чу і вапняків в передгір'ях Гімалаїв, які видобуваються локально для цементної промисловості. Вугільні пласти, що містять 25 відсотків золи, розкидані по всьому регіону Дамуда. У районі Танг Чу є високоякісний девонський сланець, який використовується для покрівлі дахів. 